# 706
El 706 (DCCVI) fou un any comú començat en divendres del calendari julià.

## Esdeveniments
- Acaba la construcció del mausoleu de Qianling.[1]
- Expedició de Justinià II a Ravenna per castigar la seva revolta.[2]